# Hon'inbō 1956
L'Hon'inbō 1956 è stata la 11ª edizione del torneo goistico giapponese Hon'inbō. 
Kaku Takagawa vinse il torneo per la quinta volta consecutiva e, come da regolamento, poté fregiarsi per il resto della sua vita del titolo di Hon'inbō onorario, scegliendo il nome di Honinbō Shūkaku.

## Formula
Ci furono importanti cambiamenti nella formula del torneo. Fino all'edizione precedente i preliminari di qualificazione erano riservati solo ai giocatori migliori e consistevano in quattro tornei a eliminazione diretta in tre turni che qualificavano alla Lega degli sfidanti un giocatore ciascuno. A questi 4 giocatori si aggiungevano i 4 migliori giocatori della precedente edizione della Lega degli sfidanti, qualificati di diritto.
In questa edizione solo Toshihiro Shimamura, il perdente del match per il titolo dell'anno scorso, è stato qualificato direttamente alla Lega. Tutti gli altri giocatori sono passati attraverso tre fasi di qualificazione. Le prime due erano a eliminazione diretta che qualificavano 12 giocatori, la terza consisteva in un torneo con sistema svizzero in cui ogni giocatore affrontava tre partite. Chi totalizzava due vittorie otteneva la qualificazione, chi otteneva due sconfitte veniva eliminato.
La formula rimase in vigore solo per questa edizione, dall'anno seguente si tornò ai preliminari ad eliminazione diretta.

## Svolgimento
- W indica vittoria col bianco
- B indica vittoria col nero
- X indica la sconfitta
- +R indica che la partita si è conclusa per abbandono
- +N indica lo scarto dei punti a fine partita
- +F indica la vittoria per forfeit
- +T indica la vittoria per timeout
- +? indica una vittoria con scarto sconosciuto
- V indica una vittoria in cui non si conosce scarto e colore del giocatore

### Qualificazioni
| Giocatore         | I partita                 | II partita                | III partita               | Esito       |
| ----------------- | ------------------------- | ------------------------- | ------------------------- | ----------- |
| Hosai Fujisawa    | Vittoria vs Miyashita     | Vittoria vs Hi. Fujisawa  | Non necessaria            | Qualificato |
| Shuyo Miyashita   | Sconfitta vs Ho. Fujisawa | Vittoria vs Segawa        | Sconfitta vs Hi. Fujisawa | Eliminato   |
| Hideyuki Fujisawa | Vittoria vs Segawa        | Sconfitta vs Ho. Fujisawa | Vittoria vs Miyashita     | Qualificato |
| Yoshio Segawa     | Sconfitta vs Hi. Fujisawa | Sconfitta vs Miyashita    | Non necessaria            | Eliminato   |
| Senjin Hosokawa   | Vittoria vs Kitani        | Vittoria vs Sakata        | Non necessaria            | Qualificato |
| Minoru Kitani     | Sconfitta vs Hosokawa     | Vittoria vs Kano          | Vittoria vs Hashimoto     | Qualificato |
| Eio Sakata        | Vittoria vs Kano          | Sconfitta vs Hosokawa     | Sconfitta vs Iwamoto      | Eliminato   |
| Yoshinori Kano    | Sconfitta vs Sakata       | Sconfitta vs Kitani       | Non necessaria            | Eliminato   |
| Masao Sugiuchi    | Vittoria vs Hashimoto     | Vittoria vs Iwamoto       | Non necessaria            | Qualificato |
| Utaro Hashimoto   | Sconfitta vs Sugiuchi     | Vittoria vs Kada          | Sconfitta vs Kitani       | Eliminato   |
| Kaoru Iwamoto     | Vittoria vs Kada          | Sconfitta vs Sugiuchi     | Vittoria vs Sakata        | Qualificato |
| Katsuji Kada      | Sconfitta vs Iwamoto      | Sconfitta vs Hashimoto    | Non necessaria            | Eliminato   |

### Torneo degli sfidanti
| Giocatore           | Hi.F. | K.I.  | Ho.F. | T.S.  | S.H. | M.S. | M.K.   | Risultato | Note                    |
| ------------------- | ----- | ----- | ----- | ----- | ---- | ---- | ------ | --------- | ----------------------- |
| Hideyuki Fujisawa   | –     | X     | X     | X     | W+R  | B+R  | X      | 2-4       | Retrocesso              |
| Kaoru Iwamoto       | W+1,5 | –     | X     | W+3,5 | V    | X    | X      | 3-3       |                         |
| Hosai Fujisawa      | B+R   | W+8,5 | –     | X     | W+R  | B+R  | X      | 4-2       |                         |
| Toshihiro Shimamura | W+2,5 | X     | W+R   | –     | B+R  | W+R  | B+10,5 | 5-1       | Qualificato alla finale |
| Senjin Hosokawa     | X     | X     | X     | X     | –    | B+R  | X      | 1-5       | Retrocesso              |
| Masao Sugiuchi      | X     | V     | X     | X     | X    | –    | X      | 1-5       | Retrocesso              |
| Minoru Kitani       | B+R   | W+2,5 | B+R   | X     | B+R  | W+R  | –      | 5-1       |                         |

### Finale
La finale è una sfida al meglio delle sette partite. Il detentore Kaku Takagawa ha affrontato lo sfidante scelto attraverso il processo di selezione.